# 웨스턴 블롯

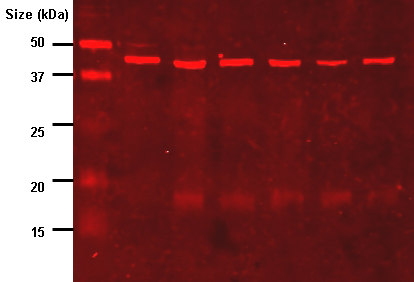
리포산으로 변형된 단백질을 인식하는 항체를 사용한 웨스턴 블롯

웨스턴 블롯(영어: western blot) 또는 단백질 면역 블롯(영어: protein immunoblot)은 샘플에서 특정 단백질을 검출하기 위해 사용하는 분자생물학 기술이다.
웨스턴 블롯의 방법은 다음과 같다. 먼저 샘플들을 단백질 변성 후 젤 전기 영동을 거친다. 그 후 전달 과정을 거쳐 막에 단백질을 이동시킨 뒤, 1차 항체와 2차 항체에 노출시킨다. 1차 항체는 단백질이 항원이 되고, 2차 항체는 1차 항체가 항원이 되는 원리를 이용한다. 이렇게 결합된 2차 항체는 염색, 면역 형광법, 방사능 등을 이용하여 표적 단백질을 간접적으로 확인할 수 있다.
다른 관련 기술로는 도트 블롯 분석, 정량적 도트 블롯, 면역조직화학, 면역세포화학이 있다. 항체는 면역 염색을 통해 조직과 세포의 단백질을 검출하는 데 사용되며 효소결합면역흡착검사(ELISA)가 있다.
웨스턴 블롯이라는 이름은 영국의 생물학자 에드윈 서던의 이름을 따서 만들어졌다. 그는 DNA 검출 기술인 서던 블랏을 개발했는데, 이는 동(East), 서(West), 남(South), 북(North)를 이용하여 이름이 정해졌다.

## 응용
웨스턴 블롯은 단일 단백질의 정성적 검출, 단백질 변형의 확인을 위해 생화학에서 광범위하게 사용된다. 모든 단백질 관련 논문의 최소 8~9%는 웨스턴 블롯을 적용하는 것으로 추정된다. 복잡한 단백질 혼합물 내에서 특정 단일 단백질의 존재를 확인하는 방법으로 사용된다. 단백질의 반정량적 추정은 블롯 막에 있는 단백질 밴드의 크기와 색상 강도에서 확인할 수 있다. 또한 농도를 아는 정제된 단백질을 사용하면 단백질 농도를 보다 정확하게 추정할 수 있다. 웨스턴 블롯은 복제 후 단백질 생산을 확인하는 데 사용된다. HIV 검사 또는 소해면상뇌병증 검사와 같은 의료 진단에도 사용된다.
HIV 확진 검사는 인간의 혈청 샘플에서 항 HIV 항체를 검출하기 위해 웨스턴 블롯을 사용한다. 알려진 HIV 감염 세포의 단백질을 분리하여 위와 같이 막에 블롯팅한다. 그런 다음 검사할 혈청을 1차 항체 배양 단계에서 적용한다. 1차 유리 항체를 씻어내고 효소와 연결된 2차 항체를 추가한다. 염색 된 밴드는 환자의 혈청에 항체가 포함된 단백질을 나타냄으로써 HIV 확진을 진단한다.
또한 웨스턴 블롯은 소해면상뇌병증(광우병)이 있는 소의 변종 크로이츠펠트-야코프병에 대한 최종 검사로 사용된다.
야토병을 진단할 때도 이를 사용한다. F. tularensis에 대한 항체를 검출하는 웨스턴 블롯의 능력을 민감도와 특이성이라고 하는데, 민감도는 거의 100%이고, 특이성 또한 99.6%로 높은 편이다.
일부 라임병 검사에도 웨스턴 블롯을 사용한다. 웨스턴 블롯은 B형 간염 및 HSV-2 감염에 대한 확진 검사로도 사용한다.  수의학에서는 고양이의 FIV 상태를 확인하기 위해 웨스턴 블롯을 사용한다.
웨스턴 블롯 기술의 추가 적용에는 세계반도핑기구(WADA, World Anti-Doping Agency)이 있다. 혈액 도핑은 특정 약물을 오남용하여 적혈구의 질량을 증가시켜 신체가 더 많은 산소를 근육으로 전달하여 체력과 성능을 향상시킬 수 있다. 웨스턴 블롯이 이를 확인하기 위해 사용된다.

## 과정 - 요약

### 겔 만들기
폴리아크릴아마이드 겔에 SDS를 넣은 것을 사용한다. 폴리아크릴아마이드, SDS, APS, TEMED를 틀에 넣어 굳힌다.

### 단백질 준비
단백질을 5분 간 90 °C에서 변성시킨다.

### 단백질 전기 영동
1. 장치에 Running Buffer를 채운다.
2. 단백질을 5분 간 90 °C에서 변성시킨다.
3. 단백질을 로딩하기 전에 웰을 깨끗이 씻는다.
4. 단백질을 웰에 로딩한다.
5. 단백질을 SDS-PAGE에 전기 영동한다.
6. 전기 영동이 끝날 후 겔을 Transfer buffer에 넣는다.

### 단백질 트랜스퍼
1. Transfer 막을 겔 크기에 맞춰 자른다.
2. 막을 순수한 메탄올에 적신다.
3. Paper 2장, 막, 겔, Paper 2중의 순으로 겹쳐 넣는다. 그 후 Transfer buffer를 적신다.
4. 100V에서 90분간 진행한다.

### 차단
TBS로 막을 15분간 3회 washing 후 1% BSA-TBST에 1~2시간 혹은 5% non-fat dry milk에 30분간 담근다.

### 1차 항체 반응
TBST로 15분간 3회 washing 후 1차 항체를 1~2시간 처리한다.

### 2차 항체 반응
TBST로 15분간 3회 washing 후 겨자무과산화효소가 부착된 2차 항체를 1시간 처리한 후 washing한다.

### 감지
2차 항체의 종류에 따라 형광, 염색, 방사능을 이용하여 감별한다.

## 과정 - 자세히
웨스턴 블롯은 겔 전기 영동법으로 천연 단백질을 3D 구조로 분리하거나 변성된 단백질을 폴리펩타이드 길이로 분리한 후, 막 (대부분 PVDF 또는 나이트로셀룰로오스)으로 옮기고 이를 시각화하기위한 면역 염색 절차로 시행된다. 일반적으로 폴리아크릴아마이드 겔 전기 영동법이 변성 전기 영동 분리에 사용되는 기법이다. SDS는 일반적으로 단백질이 양전하, 음전하 또는 중성을 띌 수 있기 때문에 모든 단백질이 균일한 음전하를 갖도록 하기 위해 완충 용액 (겔 내에서도)으로 사용된다. 이러한 유형의 전기 영동은 SDS-PAGE (SDS-polyacrylamide gel electrophoresis)로 알려져있다. 전기 영동 전에 단백질 샘플을 종종 가열하여 단백질을 변성시킬 수도 있다. 이렇게 하면 단백질이 크기에 따라 분리되고 단백질 분해 효소가 샘플을 분해하는 것을 방지 할 수 있다. 전기 영동 후, 단백질을 막(니트로 셀룰로스 또는 PVDF)으로 이동시켜 우유(Skim milk 또는 기타 차단제)로 차단하여 비특이적 항체 결합을 방지한 다음 표적 단백질에 특이적인 항체로 염색한다. 마지막으로 1차 항체 염색을 인식하는 2차 항체로 막을 염색한 다음 다양한 방법으로 단백질을 검출한다.

### 겔 전기 영동
샘플의 단백질은 겔 전기 영동을 사용하여 분리한다. 단백질의 분리는 등전점(pI), 분자량, 전하의 조합에 의해 이루어진다. 분리의 특성은 샘플 처리 및 겔의 특성에 따라 다르다.
현존하는 가장 일반적인 유형의 겔 전기 영동은 로릴 황산 나트륨(SDS, Sodium Dodecyl Sulfate)이 로딩된 폴리아크릴아마이드 겔과 완충액을 사용한다. 폴리아크릴아마이드 겔 전기 영동법은 강력한 환원제를 처리하여 단백질의 2차 구조 및 3차 구조를 제거하면 폴리펩타이드를 변성 상태로 유지하여 단백질 분리가 가능해진다. 샘플링된 단백질은 음전하를 띄는 SDS로 덮여서 효과적으로 음이온이 되고, 젤의 아크릴 아미드 메시를 통해 양전하를 띄는 양극으로 이동한다. 크기가 작은 단백질일수록 더 빠르게 이동하므로 위에서부터 아래로 갈수록 단백질의 크기는 더 작아진다. 아크릴아마이드의 농도에 따라 단백질이 걸러지는 정도가 다르다. 아크릴아마이드의 농도가 클수록 크기가 작은 단백질의 정량이 쉬워진다. 반대로 아크릴아마이드 농도가 낮을수록 크기가 큰 단백질의 정량이 쉬워진다.
샘플은 젤의 웰(well)에 로딩한다. 하나의 레인(일반적으로 맨 왼쪽)은 일반적으로 마커(Marker)를 로딩한다. 마커란 알려진 분자량의 단백질을 알 수 있는 혼합물이며, 마커를 바탕으로 구하려는 단백질의 크기를 알 수 있다. 겔을 따라 전류가 가해지면 단백질은 크기에 따라 다른 속도로 겔을 통해 이동한다. 이러한 서로 다른 속도는 각 레인(Lane)내에서 밴드(띠, Band)로 분리된다. 그런 다음 마커와 단백질 밴드 비교하여 단백질의 분자량을 추정할 수 있다.

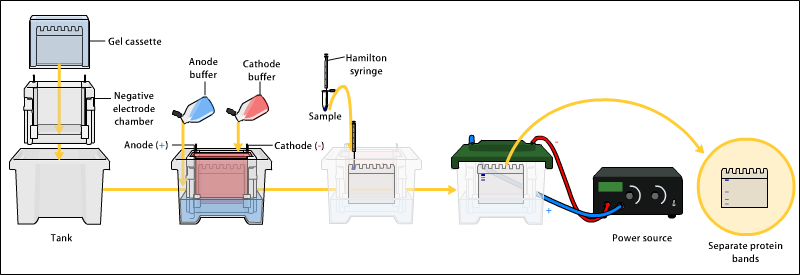
SDS-PAGE 전기 영동

### 트랜스퍼(Transfer)
전류를 따라 크기로 분류된 단백질에 항체를 적용하기 위해 나이트로셀룰로스 막으로 이동시킨다. 단백질을 막으로 이동시키는데 사용되는 방법은 전달하는 데 가장 일반적으로 사용되는 방법은 전기장을 이용한 트랜스퍼(Electrophoretic Transfer)이다. 이 방법은 전류를 사용하여 음전하를 띄는 단백질을 양전하를 띄는 양극쪽으로 끌어 당긴다. 그 사이에 막이 있으면 단백질은 막에 부착이 된다.

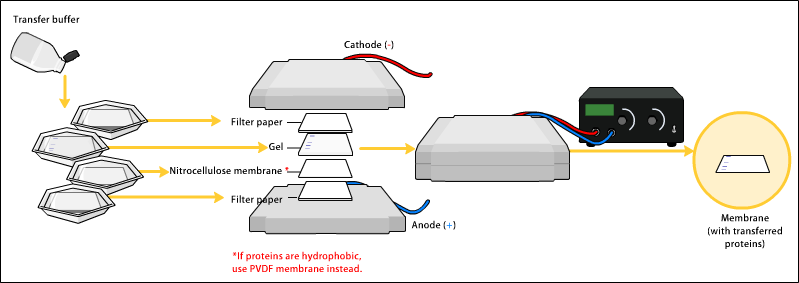
웨스턴 블롯 트랜스퍼

### 총 단백질 염색
막으로 성공적으로 전달된 총 단백질을 염색을 통해 시각화하여 사용자가 단백질 전달의 균일성을 확인하고 레인당 실제 단백질 양을 확인할 수 있다.

### 차단
막이 단백질에 결합하는 능력을 위해 선택되었고 항체와 표적이 모두 단백질이기 때문에, 막과 표적 단백질의 검출에 사용되는 항체 사이의 상호 작용을 방지하기 위한 조치를 취해야한다. 비특이적 결합의 차단은 분유, BSA, TBS, Tween 20, 트라이톤 X-100과 같은 용액에 넣어 차단한다. 희석 용액의 단백질은 표적 단백질이 부착되지 않은 모든 위치에서 막에 부착된다. 따라서 항체가 추가되면 막에 결합할 수 없으므로 사용 가능한 유일한 결합 부위는 특정 표적 단백질이 된다. 이렇게 하면 웨스턴 블랏의 최종 결과물에서 자신이 원하는 단백질만 확인이 가능하기 때문에 결과가 더 명확해진다.

### 인큐베이션
검출 과정 동안 막은 리포터 효소에 연결된 변형 항체로 관심 단백질에 대해 탐침으로 작용한다. 적절한 기질에 노출되면 이 효소는 비색 반응을 일으켜 색상을 생성한다. 다양한 이유로 이 작업은 1차 항체와 2차 항체를 사용한다.

#### 1차 항체
1차 항체(Primary Antibody)는 숙주 종 또는 면역 세포 배양물의 관심 단백질에 노출 될 때 생성된다. 일반적으로 이것은 면역 반응의 일부이지만 여기서는 단백질에 직접 결합하는, 민감하고 특이적인 탐지 도구로 사용된다.
차단 후 PBS 또는 TBST 세척 완충액에 희석된 1차 항체 용액을 실온에서 1시간 동안 또는 4°C에서 밤새 부드럽게 교반하면서 막과 함께 인큐베이션한다. 항체 용액은 30분에서 밤새까지 막과 함께 인큐베이션된다. 인큐베이션 후, 막을 세척 완충액에서 여러 번 세척하여 결합되지 않은 1차 항체를 제거한다.

#### 2차 항체
결합되지 않은 1차 항체를 헹구고 난 후, 2차 항체(Secondary Antibody)에 노출시킨다. 이 항체는 동물에서 유래한다. 2차 항체는 1차 항체의 종 특이적 부분을 인식하고 결합한다. 표적 단백질의 검출을 가능하게 하기 위해 2차 항체는 바이오틴 또는 알칼리성 인산가수분해효소, 겨자무과산화효소와 같은 리포터 효소에 연결된다. 이는 여러 2차 항체가 하나의 1차 항체에 결합하고 신호를 강화하여 훨씬 낮은 농도의 단백질을 검출 할 수 있다는 의미이다.
겨자무과산화효소(HRP, Horseradish peroxidase)는 2차 항체와 연결되어 화학 발광으로 표적 단백질을 검출 할 수 있다. 화학 발광 기질은 HRP에 의해 절단되어 발광한다. 따라서 발광은 HRP가 결합 된 2차 항체의 양에 비례하므로 간접적으로 표적 단백질의 존재를 측정한다.

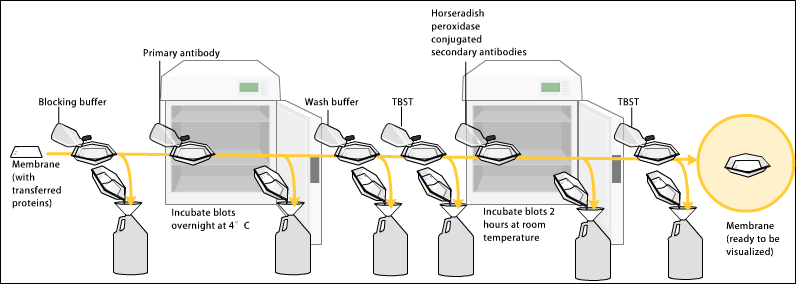
웨스턴 블롯 바인딩

ELISPOT 및 ELISA 절차와 마찬가지로 효소에 기질 분자가 제공되며, 이 분자는 효소에 의해 막에서 볼 수 있는 유색 반응 생성물로 전환된다(파란색 띠가 있는 아래 그림 참조).
2차 항체 검출의 또 다른 방법은 근적외선 형광단 결합 항체를 사용한다. 형광 염료에서 생성된 빛은 정적이므로, 형광 검출은 웨스턴 블롯에서 단백질에 결합 및 표지된 항체에 의해 생성된 신호의 차이를 보다 정확하고 정확하게 측정한다. 동적 상태에서 빛을 측정하는 화학 발광에 비해 막에 있는 단백질의 양에 따라 발생하는 신호가 정적 상태에서 측정되기 때문에 단백질을 정확하게 정량화 할 수 있다.

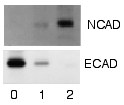
방사능 탐지 시스템을 사용한 웨스턴 블롯

### 탐지 및 시각화
결합되지 않은 탐침이 세척 된 후 웨스턴 블랏은 관심있는 단백질에 결합된 탐침을 감지해야한다. 염색된 밴드를 전기 영동 중에 로딩된 마커 밴드와 비교하여 크기 근사치를 취한다. 이 과정은 일반적으로 샘플간에 변경되지 않아야 하는 액틴 또는 튜불린과 같은 구조적 단백질에 대해서도 반복된다. 표적 단백질의 양은 그룹간에 제어하기 위해 구조적 단백질로 표준화한다.

#### 비색 감지
비색 검출 방법은 2차 항체에 결합 된 리포터 효소(예 : 과산화효소)와 반응하는 기질과 웨스턴 블롯의 배양에 따라 다르다. 이것은 용해성 염료를 다른 색의 불용성 형태로 전환시켜 효소 옆에 침전하여 막을 얼룩지게 한다. 그런 다음 가용성 염료를 씻어내어 얼룩의 발생을 중지한다. 단백질의 수준은 분광 광도계를 이용한다.

#### 화학 발광 감지
화학 발광 검출 방법은 2차 항체에 대한 리포터에 노출될 때 발광할 기질과 함께 웨스턴 블롯의 배양에 의존한다. 그런 다음 빛은 웨스턴 블랏 또는 사진 필름의 디지털 이미지를 캡처하는 CCD 카메라에 의해 감지된다. 이미지의 비선형성(정확하지 않은 정량화)으로 인해 웨스턴 블롯 감지를 위한 필름 사용이 서서히 사라진다. 이미지는 단백질 염색의 상대적인 양을 평가하고 광학 밀도 측면에서 결과를 정량화하는 밀도계에 의해 분석된다. 최신 소프트웨어를 사용하면 적절한 표준이 사용되는 경우 분자량 분석과 같은 추가 데이터 분석이 가능하다.

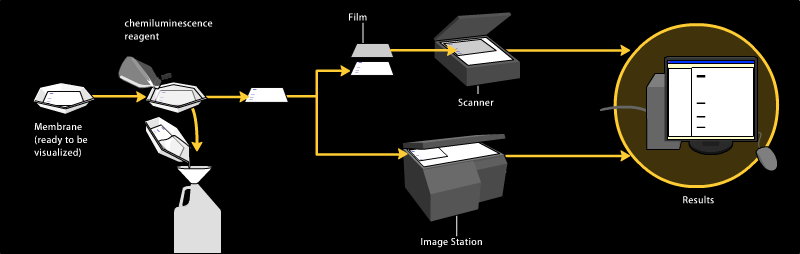
웨스턴 블롯 화학 발광 감지

#### 방사능 감지
방사성 라벨에는 효소-기질이 필요하지 않지만, 의료용 X-선 필름을 웨스턴 블롯에 직접 배치 할 수 있다. 이는 라벨에 노출 될 때 발생하고 관심있는 단백질 밴드에 해당하는 어두운 영역을 생성한다. 방사능이 위험하기 때문에 잘 쓰이지 않는 방법이다.

#### 형광 감지
형광 표지된 탐침은 빛에 의해 흥분 상태가 되고 빛의 방출은 웨스턴 블롯의 디지털 이미지를 캡처하는 적절한 방출 필터가 장착된 CCD 카메라와 같은 광센서에 의해 감지되며 분자량 분석 및 정량적으로 분석한다. 이 방법은 화학 발광 감지보다 덜 민감하다.

## 2D 겔 전기 영동
2차원 SDS-PAGE는 위에서 설명한 원리와 기술을 사용한다. 이름에서 알 수 있듯이 2D SDS-PAGE는 2차원에서 폴리펩타이드의 이동을 뜻한다. 예를 들어, 1차원에서 폴리펩타이드는 등전점에 따라 분리되고 2차원에서 폴리펩타이드는 분자량에 따라 분리된다. 주어진 단백질의 등전점은 양전하(예 : 라이신, 아르기닌) 및 음전하(예 : 글루탐산, 아스파르트산) 아미노산의 상대적인 수에 의해 결정되며, 음전하 아미노산은 낮은 등전점에 기여하고 양전하 아미노산은 기여한다. 또한 샘플은 SDS-PAGE를 사용하는 비환원 조건 하에서, 그리고 서브 유닛을 함께 유지하는 이황화 결합을 분리하는 2차원에서의 환원 조건 하에서 먼저 분리된다. SDS-PAGE는 2차원 겔을 위한 요소 PAGE와 결합될 수도 있다.
원칙적으로 이 방법을 사용하면 하나의 큰 젤에서 모든 세포 단백질을 분리 할 수 있다. 이 방법의 주요 장점은 특정 단백질의 다른 동형을 구별할 수 있는 것이다. 분리된 단백질은 젤에서 잘라낸 다음 분자량을 확인하는 질량 분석법으로 분석할 수 있다.

## 같이 보기
- 파-이스턴 블롯
- 파-웨스턴 블롯
- 이스턴 블롯
- 서던 블롯
- 노던 블롯
- 노스웨스턴 블롯